# 許櫻萍
許櫻萍（1976年9月11日—），中華民國政治人物、民主進步黨籍，現任苗栗縣議員。

## 擔任議員期間
許櫻萍在2014年參選苗栗縣議員並當選，卻因樁腳向選民賄選，被同選區落選的胡忠勇提出當選無效的民事訴訟，2016年2月被台中高分院判決當選無效確定而解職，胡忠勇隨之遞補。
許櫻萍2018年再次參選，未當選，為落選頭。後許櫻萍檢舉同區議員謝文禓賄選，2019年，謝文禓確定當選無效定讞，許櫻萍遞補上任。2020年時，又因疑似賄選遭檢舉，後法院判決當選無效定讞，許櫻萍再次遭解職。

## 選舉紀錄
| 年度 | 選舉屆數                   | 選舉區           | 所屬政黨   | 得票數 | 得票率 | 當選標記          | 備註 |
| ---- | -------------------------- | ---------------- | ---------- | ------ | ------ | ----------------- | ---- |
| 2005 | 第十六屆苗栗縣議員選舉     | 苗栗縣第一選舉區 | 無黨籍     | 1,870  | 2.68%  |                   |      |
| 2010 | 第十九屆苑裡鎮鎮民代表選舉 | 苑裡鎮第一選舉區 | 民主進步黨 | 2,182  | 16.36% |                   |      |
| 2014 | 第十八屆苗栗縣議員選舉     | 苗栗縣第一選舉區 | 民主進步黨 | 7,145  | 9.49%  | 當選無效          |      |
| 2018 | 第十九屆苗栗縣議員選舉     | 苗栗縣第一選舉區 | 民主進步黨 | 4,794  | 6.64%  | 遞補當選 當選無效 |      |
| 2022 | 第二十屆苗栗縣議員選舉     | 苗栗縣第一選舉區 | 民主進步黨 | 5,486  | 8.14%  |                   |      |

## 外部連結
- 許櫻萍的Facebook專頁